# Jarosław Gowin
Jarosław Adam Gowin – político polaco. Estudiaba en Universidad Jagellónica. Creador y rector de Escuela Superior Europea en Cracovia. Miembro de dirección de la Plataforma Cívica.